# Hung Kuen
Hung Kuen (chinesisch 洪拳, Pinyin Hóng Quán, Jyutping Hung4 Kyun4, kantonesisch Hung Kuen, auch Hung Gar Kuen 洪家拳 – „Faustkampftechnik der Hung-Schule, Faustkampftechnik der Hung-Familie“, kurz Hung Gar 洪家) ist eine alte südchinesische Kampfkunst, deren Wurzeln im nordchinesischen Shaolin-Tempel liegt. Dieser Kung-Fu-Stil ist auch als Hung Gar Kung Fu (洪家功夫 – „Kung Fu der Hung-Schule, Kung Fu der Hung-Familie“) bekannt.

## Geschichte
Der Entstehungslegende zufolge kombinierte der Teehändler Hung Hei-guan (洪熙官, 1745–1825) die Shaolin-Tigertechniken (Fok Fu Kuen, 伏虎拳) und die Kranichtechniken (Bak Hok Kuen, 白鶴拳), welche er von seiner Frau lernte, miteinander und entwickelte daraus das Hung Gar Kung Fu. Hung Hei-guans Frau, Fong Wing-chun, war eine exzellente Kranich-Boxerin. Sie hatte ihr Wissen von Fong Sai-yuk (方世玉, einem Trainings-Partner von Hung Hei-guan und ebenfalls Schüler aus Shaolin) erworben. Fong Sai-yuk und Fong Wing-chun waren miteinander verwandt.
Daher ist das Hung Gar Kuen auch bekannt als Tiger-Kranichboxen (Fu Hok Kuen, 虎鶴拳). Durch die charakteristischen Techniken des Tigers und des Kranichs ist dieser Stil nach dem Konzept von Yam und Yeung (Yin und Yang) aufgebaut, welches auch das chinesische Denken grundlegend geprägt hat.

## Tierstile
Hung Gar Kuen beinhaltet insgesamt fünf Tierstile, welche ihm auch den Namen Fünf-Tiere-Boxen einbrachten:
- Tiger (Huxingquan) steht für Kräftigung der Gelenke und Knochen.
- Kranich (Hequan) Flexibilität und Ausbildung der Sehnen.
- Leopard (Baoquan) steht für Schnelligkeit sowie für die Bewegung der Muskeln und Kräftigung.
- Schlange (Shequan) fördert Atmung und Vitalität des Menschen.
- Drache (Longquan) steht für geistige Stärke und Konzentrationsvermögen

## Elemente
In Hung Gar sind ebenfalls die Fünf Elemente (Ng Hang, Pinyin: Wu Xing) und Ba Gua enthalten. Repräsentativ für den Hung-Stil sind auch die massiven Armtechniken und die soliden und kräftigen Stellungen. Die zwölf Armtechniken werden Brückenhände (Kiu Sao) genannt:
- hart (Gong)
- sanft (Yau)
- drücken (Bik)
- direkt (Jik)
- spalten (Fan)
- stabilisieren (Ding)
- kurz (Chuen)
- aufwärts (Tai)
- fließen (Lau)
- senden (Wan)
- kontrollieren (Jai)
- verbinden (Ting)

Weitere Prinzipien oder Konzepte sind:
- Chi Sao (Klebende Hände)
- Toi Sao (Stossende Hände)

Ebenso lehrt das Hung Gar Kung Fu im späteren Verlauf der Ausbildung den Umgang mit den verschiedensten Waffen. Darunter zum Beispiel auch Langstock, Speer, Schmetterlingsmesser, Säbel, Schwert, Sai-Gabel, Donfa, Hellebarde, Mönchsspaten, Halbmond-Sichel, Tigergabel und mehr.
Dieser Stil gilt nicht nur als Kampfkunst, sondern auch als ein System zur Gesunderhaltung des Körpers. Die Bewegungen und Atemübungen, die in den verschiedenen Formen gelehrt werden, stärken den gesamten Körper und verbessern die Gesundheit bis ins hohe Alter.
Einer der bekanntesten Vertreter des Stils war Wong Fei-hung.

## Stammbaum
Eine berühmte Hung-Gar-Linie ist folgende:
- Wong Fei-hung
- Lam Sai-wing
- Chiu Kau
- Chiu Chi-ling

sowie
- Wong Fei-hung
- Wong Sai-wing
- Wong Yuk
- Huynh Lu-yang

und auch
- Wong Fei-hung
- Lam Sai-wing
- Chan Hon-chung
- Kong Pui-wai

Eine weitere berühmte Linie ist:
- Wong Fei-hung
- Lam Sai-wing
- Lam Cho
- Lam Chun-fai

Schüler von Lam Sai-wing, darunter Chiu Kau und seine Frau Chiu Shiu-ying

Ein bekannter Großmeister ist Chiu Kau (1895–1995). Er betrieb nach dem Zweiten Weltkrieg insgesamt vier Schulen in Hong Kong und eine Dit-Da-Praxis. Und dies zu einer Zeit, als Herausforderungen noch gang und gäbe waren. Chiu Kau vertrieb bösartige, mafia-ähnliche Clans und Banden aus seinem Viertel und wurde so als Held der Straße bezeichnet. Er war bei der rot-chinesischen Regierung bekannt und wurde mehrmals zu großen Turnieren eingeladen. Er gewann zwei Mal die chinesische Landesmeisterschaft, das letzte Mal mit beinahe 70 Jahren. Durch diesen Sieg wurde süd-chinesisches Kung Fu offiziell ins Modern Wushu-Programm als Nam Kuen (Pinyin: Nan Quan) aufgenommen. Noch heute zeugt ein von Mao Zedong persönlich unterzeichnetes Zertifikat von diesem Ereignis.
Oberhaupt der Chiu Chi Ling-Familienlinie ist Großmeister Chiu Chi-ling, Sohn von Chiu Kau. Er ist der Präsident der Chiu Chi Ling Hung Gar Kung Fu Association, dem Dachverband vieler Kung-Fu-Schulen in diversen Ländern.
Sein offizieller Stilnachfolger ist Sifu Martin Sewer aus der Schweiz, wie Chiu Chi-ling im Interview mit Alfredo Tucci erzählte.

## Hauptformen
Fu Hok Seung Ying Kuen – Tiger-Kranich-Form
Die Tiger-Kranich-Form vereint die harten, gradlinigen Techniken des Tigers mit den weichen Techniken des Kranichs. Diese Form, die oft als das „Aushängeschild“ des Hung Gar gesehen wird, verdeutlicht dem Schüler damit das Ying-Yang-Prinzip, welches nicht nur für das Erlernen der Kampfkunst, sondern auch für die fernöstliche Philosophie und Lebensweise essentiell ist.
Gung Ji Kuen / Fok Fu Kuen – Den-Tiger-Zähmende-Form
Die Gung Ji ist eine der ältesten Formen des Hung Gar, dessen Ursprünge bis in den Shaolin-Tempel zurückverfolgt werden können. Diese Form zeichnet sich durch tiefe Stände (insbesondere den Horse-Stance), starke Armtechniken und die Brückenhandtechniken aus.
Ng Ying Kuen – 5-Tiere-Form
Ng Hang Kuen – 5-Elemente-Form
Sap Ying Kuen – Ng Ying Kuen + Ng Hang Kuen = 10-Teile-Form
Die Sap Ying Kuen ist eine Kombination der beiden Formen Ng Ying Kuen und Ng Hang Kuen. In ihr kommen sowohl die fünf Tiere des Hung Gar (Tiger, Kranich, Leopard, Schlange, Drache) als auch die fünf Elemente aus der chinesischen Elemente-Lehre vor. (Feuer, Wasser, Metal, Holz, Erde) Durch diese Form werden die fünf Tiere mit den fünf Elementen verbunden.
Tit Sin Kuen – Eisendraht-Form/Eisenfaden-Form
Die Tit Sin Kuen ist die höchste Form des Hung Gar. Durch das Trainieren dieser Form wird das Qi des Übenden entwickelt. Sie enthält neben diversen Ständen und Handtechniken auch Qi Gong Bewegungen. Der Übende soll durch Training hart wie Eisen, aber zugleich auch weich wie ein Faden werden.